# Doo Wop (That Thing)
«Doo Wop (That Thing)» es el primer sencillo de la cantante de R&B/hip hop estadounidense Lauryn Hill. La canción es tomada de su álbum de debut, The Miseducation of Lauryn Hill. Escrita y producida por Hill, la canción fue lanzada como primer sencillo del álbum en julio de 1998.
En 2020, «Doo Wop (That Thing)» entró en el puesto 49 de las 500 mejores canciones de todos los tiempos por la revista Rolling Stone.

## Vídeo musical
El vídeo de la canción se grabó en Manhattan, Washington Heights. El vídeo muestra a dos Hill cantando, la una junto a la otra, en una fiesta de barrio. En la parte izquierda de la pantalla, la Hill de 1967 aparece vestida en un estilo totalmente retro, completo con un peinado tipo colmena y un vestido de rayas de cebra, que rinde homenaje al R&B clásico y al doo wop, y en el lado derecho de la pantalla, aparece la Hill de 1998 haciendo homenaje a la cultura hip hop.

## Lista de canciones
CD1 (Reino Unido)
1. «Doo Wop (That Thing)» [radio edit] – 4:00
2. «Doo Wop (That Thing)» [instrumental] – 4:00
3. «Doo Wop (That Thing)» [Gordon's Dub] – 4:00

CD2 (Reino Unido)
1. «Doo Wop (That Thing)» [album version] – 4:59
2. «Lost Ones» [album version] – 5:33
3. «Forgive Them Father» – 3:05

Sencillo (Australia)
1. «Doo Wop (That Thing)» [radio edit] – 4:00
2. «Doo Wop (That Thing)» [Gordon's Dub] – 4:00
3. «Lost Ones» – 5:33
4. «Tell Him» – 4:40
5. «Can't Take My Eyes Off You» – 4:03

## Posicionamiento en listas
| Listas (1998–1999)                     | Mejor posición |
| -------------------------------------- | -------------- |
| Alemania (Offizielle Deutsche Charts)  | 17             |
| Australia (ARIA)                       | 35             |
| Austria (Ö3 Austria Top 40)            | 33             |
| Bélgica (Flandes) (Ultratop 50)        | 35             |
| Bélgica (Valonia) (Ultratop 50)        | 15             |
| Canadá (RPM Top Singles)               | 2              |
| Estados Unidos (Billboard Hot 100)     | 1              |
| Estados Unidos (Hot Rap Songs)         | 1              |
| Estados Unidos (Hot R&B/Hip-Hop Songs) | 2              |
| Estados Unidos (Mainstream Top 40)     | 29             |
| Francia (SNEP)                         | 23             |
| Irlanda (IRMA)                         | 12             |
| Países Bajos (Dutch Top 40)            | 4              |
| Reino Unido (UK Singles Chart)         | 3              |
| Suecia (Sverigetopplistan)             | 39             |
| Suiza (Schweizer Hitparade)            | 10             |

| Listas (1999)                      | Posición |
| ---------------------------------- | -------- |
| Canadá (RPM Dance Chart)           | 9        |
| Estados Unidos (Billboard Hot 100) | 41       |

| País           | Certificación (Umbrales de ventas) | Ventas  |
| -------------- | ---------------------------------- | ------- |
| Estados Unidos | Oro                                | 500,000 |

## Otras versiones
- El episodio de Glee Back-up Plan incluye una versión interpretada por Mercedes Jones (Amber Riley) y Santana Lopez (Naya Rivera).